# Peter Hilton
Pour les articles homonymes, voir Hilton.
Peter John Hilton (7 avril 1923 à Londres - 6 novembre 2010 à Binghamton (New York)) est un mathématicien britannique, connu pour ses contributions à la théorie de l'homotopie et pour sa participation à la cryptanalyse durant la Seconde Guerre mondiale.

## Jeunesse et période à Bletchley Park
Hilton est élève à la St Paul's School de Londres et remporte une bourse, qui lui permet d'aller en 1940 au Queen's College d'Oxford. Il apprend l'allemand en autodidacte.
Pendant la Seconde Guerre mondiale, grâce à ses connaissances mathématiques et linguistiques, il est intégré à partir de 1941 au projet confidentiel de Bletchley Park. Il y travaille d'abord au Testery (en), sur la cryptanalyse des codes allemands. Parmi ses collègues se trouvent Alan Turing, Hugh Alexander, Peter Benenson et Donald Michie.
Hilton travaille avec Turing sur des messages de la marine de guerre allemande codés par la machine Enigma, en particulier des informations aux officiers. Fin 1942, il est affecté dans une équipe d'environ trente mathématiciens, qui travaillent à casser un code surnommé Tunny, utilisé depuis 1940 pour les communications entre Hitler et les généraux allemands, et dont on sut après-guerre qu'il était émis par une machine de Lorenz. Hilton est promu chef du projet Tunny. Les succès de la cryptanalyse conduisent à la construction d'un calculateur analogique nommé Heath Robinson (en) et d'un modèle électronique qui lui succède, le Colossus, dont dix exemplaires sont mis en fonction.
À partir des années 1980, Hilton fait de nombreuses communications sur son travail à Bletchley Park.

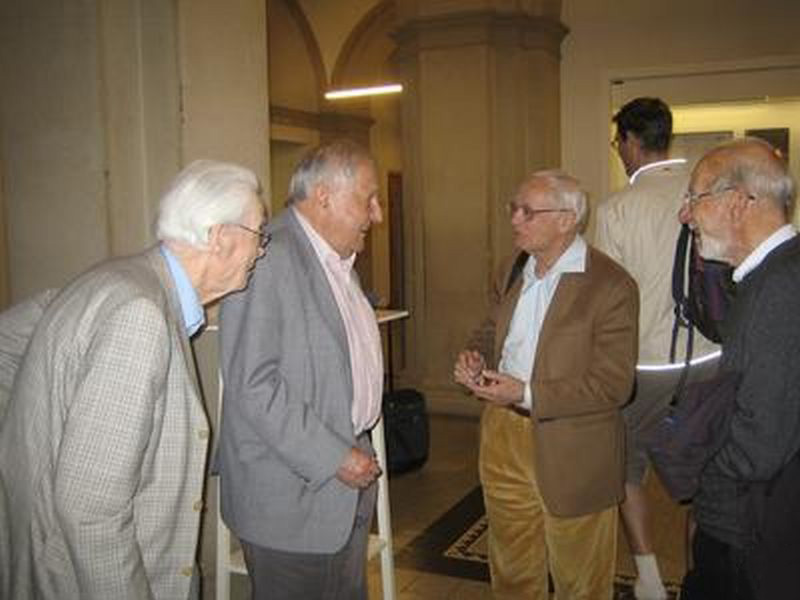
De gauche à droite : Eckmann, Hilton, Serre et Haefliger au d'Eckmann, célébré à Zurich en 2007

## Après la Seconde Guerre mondiale
Il soutient une thèse, intitulée Calculation of the Homotopy Groups of An2-polyhedra et dirigée par J. H. C. Whitehead. Puis il fut chargé d'enseignement à Cambridge (1952-55) et à Manchester (1956-58), professeur à Birmingham (1958-62) et Cornell (1962-71), professeur à Washington et fellow du Battelle Seattle Research Center (1971-73), professeur à l'université Case Western Reserve (1973-82) et, à partir de 1982, à l'université de Binghamton, où il devint professeur émérite en 1995. À la fin de sa carrière il enseignait aussi, chaque semestre de printemps, à l'université de Central Florida.
Hilton fournit des contributions importantes à la topologie algébrique et à l'algèbre homologique et s'occupe aussi beaucoup de pédagogie des mathématiques.
Il épouse en 1949 l'actrice Margaret Mostyn, avec qui il a deux fils.

## Sélection de publications
- (en) An Introduction to Homotopy Theory, CUP, 1953, 142 p. (ISBN 978-0-521-05265-8)
- (en) (avec Shaun Wylie), Homology theory – An Introduction to Algebraic Topology, CUP, 1960, 484 p. (ISBN 978-0-521-09422-1, lire en ligne)
- (en) Homotopy Theory and Duality, Gordon and Breach, 1965 (ISBN 978-0-677-00290-3)
- (en) General cohomology and K-theory, CUP, 1971, 102 p. (ISBN 978-0-521-07976-1, lire en ligne)
- (en) (avec Yel-Chiang Wu), A Course in Modern Algebra, Wiley, 1974 (ISBN 978-0-471-39967-4)
- (en) (avec Guido Mislin et Joseph Roitberg), Localization of nilpotent groups and spaces, Amsterdam/New York, North-Holland, 1975 (ISBN 978-0-444-10776-3, lire en ligne)
- (de) (avec Hubert Brian Griffiths), Klassische Mathematik in zeitgemäßer Darstellung (3 vol.), Gœttingue, Vandenhoek & Ruprecht, 1976-1978
- (de) Nilpotente Gruppen und nilpotente Räume : Vorlesung an der ETH Zürich, Springer, 1982, 219 p. (ISBN 978-0-387-12910-5)
- (en) New directions in applied mathematics, Springer, 1982, 163 p. (ISBN 978-0-387-90604-1)
- (en) (avec Michael Francis Atiyah, Friedrich Hirzebruch et Reinhold Remmert), Miscellanea mathematica, Springer, 1991 (ISBN 978-3-540-54174-5)
- (en) (avec Urs Stammbach (de)), A Course in Homological Algebra, Springer, coll. « GTM » (no 4), 1997, 2e éd. (ISBN 0-387-94823-6, lire en ligne)
- (en) (avec Derek Allan Holton et Jean Pedersen), Mathematical Reflections – In a Room with Many Mirrors, Springer, 1997, 352 p. (ISBN 978-0-387-94770-9, lire en ligne)
- (en) (avec Derek Allan Holton et Jean Pedersen), Mathematical Vistas – From a Room with Many Windows, Springer, 2002, 337 p. (ISBN 978-0-387-95064-8, lire en ligne)
- (en) « Living with Fish: Breaking Tunny in the Newmanry and the Testery », dans Jack Copeland, Colossus: The Secrets of Bletchley Park's Codebreaking Computers, Oxford University Press, 2006 (ISBN 978-0-19284055-4, lire en ligne), p. 189-203